# Чугуду-де-Сус
Чугуду-де-Сус (рум. Ciugudu de Sus) — село у повіті Алба в Румунії. Входить до складу комуни Уніря.
Село розташоване на відстані 288 км на північний захід від Бухареста, 40 км на північ від Алба-Юлії, 40 км на південь від Клуж-Напоки.

## Населення
За даними перепису населення 2002 року у селі проживали 197 осіб. Рідною мовою 196 осіб (99,5%) назвали румунську.
Національний склад населення села:
| Національність | Кількість осіб | Відсоток |
| -------------- | -------------- | -------- |
| румуни         | 190            | 96,4%    |
| цигани         | 7              | 3,6%     |